# Anna Pieri Brignole Sale
Anna Pieri Brignole Sale, född 1765, död 1815, var en fransk hovfunktionär. 
Gift vid 1786 med Anton Giulio II Brignole-Sale (död 1802), son till Genuas doge. Under sitt äktenskap var hon en centralfigur i Genuas societetsliv och höll en litterär salong för stadens upplysningsanhängare. 
Hon var entusiastisk bonapartist och umgicks ofta vid Napoleons hov. Napoleon såg henne som en underhållande person och hörde henne gärna berätta om den förrevolutionära tiden. Ett felaktigt rykte cirkulerade om att de hade ett förhållande. 
Hon var dame du palais hos kejsarinnan Marie Louise av Österrike 1810-1814. 
Hon spelade en viss politisk roll. Svägerska till en doge, svägerska till prinsessan av Condé vars förmögenhet (den av Brignole-försäljningen) finansierade emigrationskolonin, var Anna Brignole Sale är också systerdotter till kardinal Ercole Consalvi, den närmaste samarbetspartnern till påven Pius VII. Det var på grund av detta som Napoleon 1813 anförtrodde henne det känsliga uppdraget att förhandla om försoning mellan den suveräna påven och kejsaren.
Efter Napoleons fall 1814 försökte hon förgäves övertala Marie Louise att inte överge Napoleon. Under restaurationen ställdes hon under övervakning av hemliga polisen. 